# Francisco de Sales Mayo
Francisco de Sales Mayo es un escritor español perteneciente al Naturalismo de finales del siglo XIX. Posee un estilo de novela denominado médico-social típico de la década de 1880. Con el apellido quindallé escribió un Diccionario gitano en 1867 y una Gramática gitana en 1870. Dentro de sus obras de novela médico-social destacan La Condesita (1869) y La chula (1870), editadas por el famoso erotómano Gerardo Blanco.